# Gulielmus Cobben

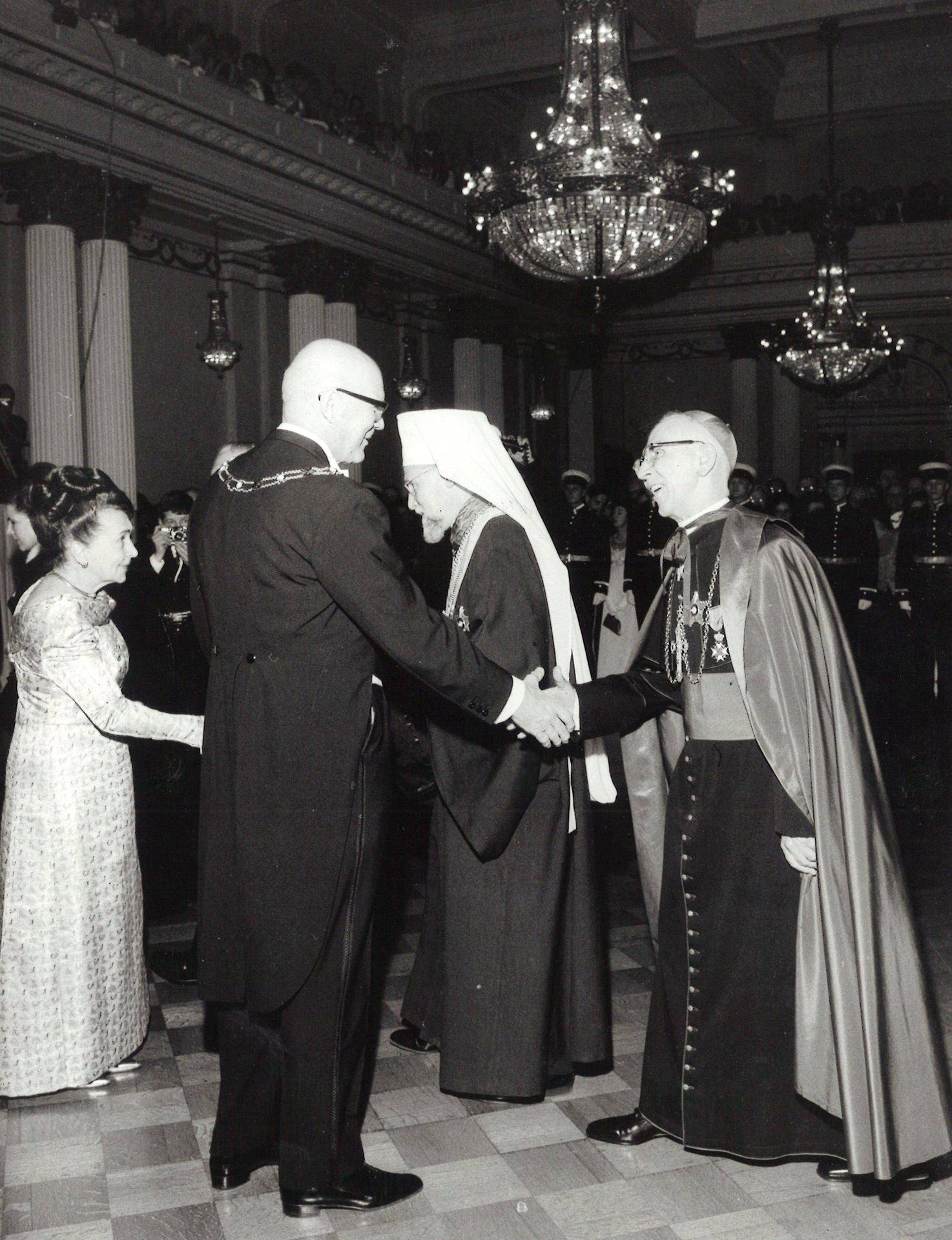
Foto von Urho Kekkonen mit den finnischen Bischöfen Paavali (orthodoxe Kirche) und G. P. B. Cobben (römisch-katholische Kirche) beim Empfang des Unabhängigkeitstages im Präsidentenpalast von Helsinki.

Gulielmus Cobben SCJ, eigentlich Willem Petrus Bartholomaeus Cobben, (* 29. Juni 1897 in Sittard, Niederlande; † 27. Januar 1985 ebenda) war römisch-katholischer Bischof von Helsinki.

## Leben
Nach seiner Priesterweihe am 19. April 1924 wurde Gulielmus Cobben Pfarrer in Turku, Finnland, wo die Katholische Kirche hauptsächlich von Priestern seines Ordens betreut wurde. Am 19. Dezember 1933 wurde er von Papst Pius XI. zum Apostolischen Vikar für Finnland und Titularbischof von Amathus in Palaestina ernannt. Die Bischofsweihe erhielt er am 19. März 1934 im Seminar der Herz-Jesu-Priester in Bergen op Zoom; zwei Monate später, am 17. Mai 1934, ergriff er in Helsinki die Jurisdiktion über sein Vikariat.
Als Papst Pius XII. am 25. Februar 1955 das Apostolische Vikariat von Finnland zum Bistum erhob, wurde Gulielmus Cobben erster Bischof von Helsinki. Dieses Amt behielt er bei bis zum 29. Juni 1967. An diesem Tag zum Titularbischof von Tamagrista ernannt, verließ er Helsinki und wurde Hausgeistlicher im Katholischen Krankenhaus in Willich, Bistum Aachen, wo er die dortigen Bischöfe Johannes Pohlschneider und Klaus Hemmerle bis ins hohe Alter bei Pontifikalhandlungen unterstützte.
Am 19. März 1984 konnte er in Willich das seltene Fest des 50. Jahrestages seiner Bischofsweihe begehen, einen Monat später, am 19. April 1984, den 60. Jahrestag seiner Priesterweihe. Kurz darauf kehrte er in seine Geburtsstadt Sittard zurück, wo er am 27. Januar 1985 verstarb.